# Niederalteich
Niederalteich település Németországban, azon belül Bajorországban. Lakosainak száma 1773 fő (2023. december 31.). Niederalteich Hengersberg, Deggendorf, Moos és Osterhofen községekkel határos.

## Népesség
A település népessége az elmúlt években az alábbi módon változott:
| Lakosok száma | 821  | 1272 | 1481 | 1509 | 1808 | 1730 | 1713 | 1771 | 1797 | 1773 |
|               | 1875 | 1950 | 1975 | 1987 | 2012 | 2014 | 2016 | 2017 | 2021 | 2023 |